# ワールドカップ公園
ワールドカップ公園 (ワールドカップこうえん、월드컵 공원、ウォルドコプ＝コンウォン) は、大韓民国ソウル特別市麻浦区上岩洞と城山洞の一円に、2002 FIFAワールドカップを記念して整備された公園である。漢江沿いの蘭芝島のごみ埋立場が閉鎖された跡地とその周辺に造成された。

## 歴史
ソウルの西にあって、汝矣島と同じ程度の面積をもっていた蘭芝島には、1978年3月18日に272万m2のごみ処分場計画が認可された後、1993年3月に閉鎖されるまで、ソウル特別市で発生するすべてのごみが埋め立てられ、文字通りごみの山と化していたが、周辺の環境を保護するために、ごみ埋立場の安定化事業と、生態公園化が進められた。

1997年10月、ごみ埋立場から300mあまり離れた上岩洞一帯の市有地が、ソウルワールドカップ競技場の建設敷地として指定された。これにより蘭芝島公園は、ワールドカップ競技場、上岩洞の宅地開発と連携した大規模な公園造成事業に拡大された。ごみ埋立場の安定化と周辺の支障物の移転などの事業がおこなわれたのち、2001年1月に造成工事が始まり、公園はワールドカップ開催直前の2002年5月1日にオープンした。

## 構成

### 平和の公園 (へいわのこうえん、ピョンファ=エ＝コンウォン)
ワールドカップ競技場の向かい側に位置した、449000m2の敷地に造成された公園であり、公園の中央には大きな蓮池が造られた。住居地域に近く、交通も便利で、ワールドカップ競技場のそばでもあり、ワールドカップ公園の中で最も多くの人が訪れる。2015年にツリープラネットの企画を通じEXOのメンバーチャンヨルの生誕24周年記念として庭園型「チャンヨルの森」が造設、10月のソウル庭園博覧会開幕式で公開された。

### 空の公園 (そらのこうえん、ハヌル＝コンウォン)
蘭芝島第2埋立地に造られた公園で、海抜98mの丘の上にある。蘭芝島の生態系の安定化に寄与すべく、そこかしこにススキが植えられ、チョウが放たれている。

### 夕焼けの公園 (ゆうやけのこうえん、ノウル＝コンウォン)
蘭芝島第1埋立場に造られた公園で、当初、9ホールのゴルフ場になっていた。埋立地の安定化とゴルフの大衆化を促進するためにゴルフ場を造成したのだが、反対輿論などの紆余曲折を経て、他の公園に3年遅れて2005年10月にオープンした。論争の末、結局このゴルフ場は2008年2月に閉鎖され、敷地は公園化されることが明らかにされた。

### 蘭芝川公園 (らんしせんこうえん、ナンジチョン＝コンウォン)
1978年の埋立開始以後、ごみと、ごみから出る浸出水により甚だしく汚染されていた蘭芝島を、生態公園として復元して、その周辺に公園を造成した。河川に沿って散策路と自転車道が造られている。

### 蘭芝漢江公園 (らんしかんこうこうえん、ナンジ＝ハンガン＝コンウォン)
全斗煥政権当時の漢江総合開発で、未開発地として残されていた蘭芝島周辺の漢江の川辺を大々的に整備し、公園化した。蚕室と汝矣島の間を運航する漢江遊覧船の船着場が建設され、キャンプ場も造られ、団体でキャンプを楽しむことができる。

## 参考
- ワールドカップ公園、ソウル特別市 (2012年7月1日閲覧)